# Могзон (село)
Могзо́н (рос. Могзон) — село у складі Красночикойського району Забайкальського краю, Росія. Входить до складу Шимбілицького сільського поселення.

## Населення
Населення — 1 особа (2010; 1 у 2002).
Національний склад (станом на 2002 рік):
- росіяни — 100 %